# 2012-es Formula–1 monacói nagydíj
A monacói nagydíj volt a 2012-es Formula–1 világbajnokság hatodik futama, amelyet 2012. május 24. és május 27. között rendeztek meg a monacói városi pályán, Monte Carlóban.

## Szabadedzések

### Első szabadedzés
A monacói nagydíj első szabadedzését május 24-én, csütörtökön délelőtt tartották.
| helyezés | versenyző          | csapat/motor         | elért idő  | különbség | futott kör |
| -------- | ------------------ | -------------------- | ---------- | --------- | ---------- |
| 1        | Fernando Alonso    | Ferrari              | 1:16,265   | −         | 22         |
| 2        | Romain Grosjean    | Lotus-Renault        | 1:16,630   | +0,365    | 17         |
| 3        | Sergio Pérez       | Sauber-Ferrari       | 1:16,711   | +0,446    | 19         |
| 4        | Lewis Hamilton     | McLaren-Mercedes     | 1:16,747   | +0,482    | 12         |
| 5        | Pastor Maldonado   | Williams-Renault     | 1:16,760   | +0,495    | 20         |
| 6        | Felipe Massa       | Ferrari              | 1:16,843   | +0,578    | 19         |
| 7        | Kobajasi Kamui     | Sauber-Ferrari       | 1:17,038   | +0,773    | 21         |
| 8        | Jenson Button      | McLaren-Mercedes     | 1:17,190   | +0,925    | 13         |
| 9        | Sebastian Vettel   | Red Bull-Renault     | 1:17,222   | +0,957    | 14         |
| 10       | Nico Rosberg       | Mercedes             | 1:17,261   | +0,996    | 18         |
| 11       | Michael Schumacher | Mercedes             | 1:17,413   | +1,148    | 14         |
| 12       | Nico Hülkenberg    | Force India-Mercedes | 1:17,631   | +1,366    | 18         |
| 13       | Mark Webber        | Red Bull-Renault     | 1:18,106   | +1,841    | 14         |
| 14       | Jean-Éric Vergne   | Toro Rosso-Ferrari   | 1:18,209   | +1,944    | 25         |
| 15       | Daniel Ricciardo   | Toro Rosso-Ferrari   | 1:18,252   | +1,987    | 28         |
| 16       | Paul di Resta      | Force India-Mercedes | 1:18,302   | +2,037    | 16         |
| 17       | Bruno Senna        | Williams-Renault     | 1:18,617   | +2,352    | 20         |
| 18       | Heikki Kovalainen  | Caterham-Renault     | 1:19,039   | +2,774    | 20         |
| 19       | Vitalij Petrov     | Caterham-Renault     | 1:19,341   | +3,076    | 16         |
| 20       | Narain Karthikeyan | HRT-Cosworth         | 1:20,838   | +4,573    | 26         |
| 21       | Charles Pic        | Marussia-Cosworth    | 1:20,895   | +4,630    | 18         |
| 22       | Timo Glock         | Marussia-Cosworth    | 1:21,638   | +5,373    | 9          |
| 23       | Pedro de la Rosa   | HRT-Cosworth         | 1:22,423   | +6,158    | 15         |
| 24       | Kimi Räikkönen     | Lotus-Renault        | idő nélkül |           | 1          |

### Második szabadedzés
A monacói nagydíj második szabadedzését május 24-én, csütörtökön délután tartották.
| helyezés | versenyző          | csapat/motor         | elért idő | különbség | futott kör |
| -------- | ------------------ | -------------------- | --------- | --------- | ---------- |
| 1        | Jenson Button      | McLaren-Mercedes     | 1:15,746  | −         | 17         |
| 2        | Romain Grosjean    | Lotus-Renault        | 1:16,138  | +0,392    | 19         |
| 3        | Felipe Massa       | Ferrari              | 1:16,602  | +0,856    | 21         |
| 4        | Fernando Alonso    | Ferrari              | 1:16,661  | +0,915    | 23         |
| 5        | Pastor Maldonado   | Williams-Renault     | 1:16,820  | +1,074    | 20         |
| 6        | Nico Rosberg       | Mercedes             | 1:17,021  | +1,275    | 15         |
| 7        | Mark Webber        | Red Bull-Renault     | 1:17,148  | +1,402    | 23         |
| 8        | Kobajasi Kamui     | Sauber-Ferrari       | 1:17,153  | +1,407    | 22         |
| 9        | Michael Schumacher | Mercedes             | 1:17,293  | +1,547    | 11         |
| 10       | Sebastian Vettel   | Red Bull-Renault     | 1:17,303  | +1,557    | 21         |
| 11       | Lewis Hamilton     | McLaren-Mercedes     | 1:17,375  | +1,629    | 19         |
| 12       | Paul di Resta      | Force India-Mercedes | 1:17,395  | +1,649    | 21         |
| 13       | Bruno Senna        | Williams-Renault     | 1:17,655  | +1,909    | 18         |
| 14       | Nico Hülkenberg    | Force India-Mercedes | 1:17,800  | +2,054    | 25         |
| 15       | Sergio Pérez       | Sauber-Ferrari       | 1:18,251  | +2,505    | 24         |
| 16       | Vitalij Petrov     | Caterham-Renault     | 1:18,440  | +2,694    | 25         |
| 17       | Jean-Éric Vergne   | Toro Rosso-Ferrari   | 1:18,522  | +2,776    | 22         |
| 18       | Daniel Ricciardo   | Toro Rosso-Ferrari   | 1:18,808  | +3,062    | 26         |
| 19       | Kimi Räikkönen     | Lotus-Renault        | 1:19,267  | +3,521    | 25         |
| 20       | Timo Glock         | Marussia-Cosworth    | 1:19,309  | +3,563    | 29         |
| 21       | Heikki Kovalainen  | Caterham-Renault     | 1:20,029  | +4,283    | 13         |
| 22       | Charles Pic        | Marussia-Cosworth    | 1:20,240  | +4,494    | 21         |
| 23       | Pedro de la Rosa   | HRT-Cosworth         | 1:20,631  | +4,885    | 12         |
| 24       | Narain Karthikeyan | HRT-Cosworth         | 1:20,886  | +5,140    | 10         |

### Harmadik szabadedzés
A monacói nagydíj harmadik szabadedzését május 26-án, szombaton délelőtt tartották.
| helyezés | versenyző          | csapat/motor         | elért idő | különbség | futott kör |
| -------- | ------------------ | -------------------- | --------- | --------- | ---------- |
| 1        | Nico Rosberg       | Mercedes             | 1:15,159  | −         | 25         |
| 2        | Felipe Massa       | Ferrari              | 1:15,197  | +0,038    | 21         |
| 3        | Sebastian Vettel   | Red Bull-Renault     | 1:15,209  | +0,050    | 20         |
| 4        | Fernando Alonso    | Ferrari              | 1:15,210  | +0,051    | 20         |
| 5        | Romain Grosjean    | Lotus-Renault        | 1:15,445  | +0,286    | 18         |
| 6        | Jenson Button      | McLaren-Mercedes     | 1:15,471  | +0,312    | 19         |
| 7        | Lewis Hamilton     | McLaren-Mercedes     | 1:15,734  | +0,575    | 19         |
| 8        | Michael Schumacher | Mercedes             | 1:15,893  | +0,734    | 23         |
| 9        | Sergio Pérez       | Sauber-Ferrari       | 1:16,110  | +0,951    | 14         |
| 10       | Mark Webber        | Red Bull-Renault     | 1:16,219  | +1,060    | 19         |
| 11       | Jean-Éric Vergne   | Toro Rosso-Ferrari   | 1:16,226  | +1,067    | 20         |
| 12       | Kimi Räikkönen     | Lotus-Renault        | 1:16,301  | +1,142    | 21         |
| 13       | Kobajasi Kamui     | Sauber-Ferrari       | 1:16,311  | +1,152    | 19         |
| 14       | Daniel Ricciardo   | Toro Rosso-Ferrari   | 1:16,479  | +1,320    | 20         |
| 15       | Nico Hülkenberg    | Force India-Mercedes | 1:17,027  | +1,868    | 20         |
| 16       | Bruno Senna        | Williams-Renault     | 1:17,055  | +1,896    | 26         |
| 17       | Heikki Kovalainen  | Caterham-Renault     | 1:17,276  | +2,117    | 25         |
| 18       | Paul di Resta      | Force India-Mercedes | 1:17,390  | +2,231    | 19         |
| 19       | Vitalij Petrov     | Caterham-Renault     | 1:17,404  | +2,245    | 22         |
| 20       | Timo Glock         | Marussia-Cosworth    | 1:18,259  | +3,100    | 18         |
| 21       | Pastor Maldonado   | Williams-Renault     | 1:18,488  | +3,329    | 22         |
| 22       | Charles Pic        | Marussia-Cosworth    | 1:19,099  | +3,940    | 17         |
| 23       | Narain Karthikeyan | HRT-Cosworth         | 1:19,147  | +3,988    | 19         |
| 24       | Pedro de la Rosa   | HRT-Cosworth         | 1:19,151  | +3,992    | 19         |

## Időmérő edzés
A monacói nagydíj időmérő edzését május 26-án, szombaton tartották.
| helyezés                                     | rajtszám | versenyző          | csapat/motor         | 1. rész       | 2. rész  | 3. rész    | rajthely |
| -------------------------------------------- | -------- | ------------------ | -------------------- | ------------- | -------- | ---------- | -------- |
| 1                                            | 7        | Michael Schumacher | Mercedes             | 1:15,873      | 1:15,062 | 1:14,301   | 6*       |
| 2                                            | 2        | Mark Webber        | Red Bull-Renault     | 1:16,013      | 1:15,035 | 1:14,381   | 1        |
| 3                                            | 8        | Nico Rosberg       | Mercedes             | 1:15,900      | 1:15,022 | 1:14,448   | 2        |
| 4                                            | 4        | Lewis Hamilton     | McLaren- Mercedes    | 1:16,063      | 1:15,166 | 1:14,583   | 3        |
| 5                                            | 10       | Romain Grosjean    | Lotus-Renault        | 1:15,718      | 1:15,219 | 1:14,639   | 4        |
| 6                                            | 5        | Fernando Alonso    | Ferrari              | 1:16,153      | 1:15,128 | 1:14,948   | 5        |
| 7                                            | 6        | Felipe Massa       | Ferrari              | 1:15,983      | 1:14,911 | 1:15,049   | 7        |
| 8                                            | 9        | Kimi Räikkönen     | Lotus-Renault        | 1:15,889      | 1:15,322 | 1:15,199   | 8        |
| 9                                            | 18       | Pastor Maldonado   | Williams-Renault     | 1:16,017      | 1:15,026 | 1:15,245   | 24**     |
| 10                                           | 1        | Sebastian Vettel   | Red Bull-Renault     | 1:15,757      | 1:15,234 | idő nélkül | 9        |
| 11                                           | 12       | Nico Hülkenberg    | Force India-Mercedes | 1:15,418      | 1:15,421 |            | 10       |
| 12                                           | 14       | Kobajasi Kamui     | Sauber-Ferrari       | 1:15,648      | 1:15,508 |            | 11       |
| 13                                           | 3        | Jenson Button      | McLaren- Mercedes    | 1:16,399      | 1:15,536 |            | 12       |
| 14                                           | 19       | Bruno Senna        | Williams-Renault     | 1:15,923      | 1:15,709 |            | 13       |
| 15                                           | 11       | Paul di Resta      | Force India-Mercedes | 1:16,062      | 1:15,718 |            | 14       |
| 16                                           | 16       | Daniel Ricciardo   | Toro Rosso-Ferrari   | 1:16,360      | 1:15,878 |            | 15       |
| 17                                           | 17       | Jean-Éric Vergne   | Toro Rosso-Ferrari   | 1:16,491      | 1:16,885 |            | 16       |
| 18                                           | 20       | Heikki Kovalainen  | Caterham-Renault     | 1:16,538      |          |            | 17       |
| 19                                           | 21       | Vitalij Petrov     | Caterham-Renault     | 1:17,404      |          |            | 18       |
| 20                                           | 24       | Timo Glock         | Marussia-Cosworth    | 1:17,947      |          |            | 19       |
| 21                                           | 22       | Pedro de la Rosa   | HRT-Cosworth         | 1:18,096      |          |            | 20       |
| 22                                           | 25       | Charles Pic        | Marussia-Cosworth    | 1:18,476      |          |            | 21       |
| 23                                           | 23       | Narain Karthikeyan | HRT-Cosworth         | 1:19,310      |          |            | 22       |
| Nem érték el a 107%-os időlimitet (1:20,697) |          |                    |                      |               |          |            |          |
| 24                                           | 15       | Sergio Pérez       | Sauber-Ferrari       | idő nélkül*** |          |            | 23       |

* Michael Schumacher 5 helyes rajtbüntetést kapott a spanyol nagydíjon Bruno Sennával való elkerülhető balesete miatt.

** Pastor Maldonado 10 helyes rajtbüntetést kapott a szombati szabadedzésen Sergio Pérezzel való elkerülhető ütközése miatt. Váltócsere miatt újabb 5 helyes rajtbüntetést kapott.

*** Sergio Pérez nem futott mért kört, de engedélyt kapott a versenyzésre, mert a szabadedzéseken versenyképes időket autózott.

## Futam
A monacói nagydíj futama május 27-én, vasárnap rajtolt.
| helyezés | rajtszám | versenyző          | csapat/motor         | futott kör | idő/kiesés oka   | rajthely | pont |
| -------- | -------- | ------------------ | -------------------- | ---------- | ---------------- | -------- | ---- |
| 1        | 2        | Mark Webber        | Red Bull-Renault     | 78         | 1:46:06,557      | 1        | 25   |
| 2        | 8        | Nico Rosberg       | Mercedes             | 78         | +0,643           | 2        | 18   |
| 3        | 5        | Fernando Alonso    | Ferrari              | 78         | +0,947           | 5        | 15   |
| 4        | 1        | Sebastian Vettel   | Red Bull-Renault     | 78         | +1,343           | 9        | 12   |
| 5        | 4        | Lewis Hamilton     | McLaren-Mercedes     | 78         | +4,101           | 3        | 10   |
| 6        | 6        | Felipe Massa       | Ferrari              | 78         | +6,195           | 7        | 8    |
| 7        | 11       | Paul di Resta      | Force India-Mercedes | 78         | +41,537          | 14       | 6    |
| 8        | 12       | Nico Hülkenberg    | Force India-Mercedes | 78         | +42,562          | 10       | 4    |
| 9        | 9        | Kimi Räikkönen     | Lotus-Renault        | 78         | +44,036          | 8        | 2    |
| 10       | 19       | Bruno Senna        | Williams-Renault     | 78         | +44,516          | 13       | 1    |
| 11       | 15       | Sergio Pérez       | Sauber-Ferrari       | 77         | +1 kör           | 23       |      |
| 12       | 17       | Jean-Éric Vergne   | Toro Rosso-Ferrari   | 77         | +1 kör           | 16       |      |
| 13       | 20       | Heikki Kovalainen  | Caterham-Renault     | 77         | +1 kör           | 17       |      |
| 14       | 24       | Timo Glock         | Marussia-Cosworth    | 77         | +1 kör           | 19       |      |
| 15       | 23       | Narain Karthikeyan | HRT-Cosworth         | 76         | +2 kör           | 22       |      |
| 16       | 3        | Jenson Button      | McLaren-Mercedes     | 70         | baleseti sérülés | 12       |      |
| ki       | 16       | Daniel Ricciardo   | Toro Rosso-Ferrari   | 65         | kormánymű        | 15       |      |
| Ki       | 25       | Charles Pic        | Marussia-Cosworth    | 64         | elektronika      | 21       |      |
| ki       | 7        | Michael Schumacher | Mercedes             | 63         | üzemanyagnyomás  | 6        |      |
| Ki       | 21       | Vitalij Petrov     | Caterham-Renault     | 15         | elektronika      | 18       |      |
| ki       | 14       | Kobajasi Kamui     | Sauber-Ferrari       | 5          | baleseti sérülés | 11       |      |
| ki       | 22       | Pedro de la Rosa   | HRT-Cosworth         | 0          | baleseti sérülés | 20       |      |
| ki       | 18       | Pastor Maldonado   | Williams-Renault     | 0          | baleset          | 24       |      |
| ki       | 10       | Romain Grosjean    | Lotus-Renault        | 0          | baleset          | 4        |      |
| Forrás:  |          |                    |                      |            |                  |          |      |

## A világbajnokság állása a verseny után
| H   | Versenyzők       | Pont | H   | Konstruktőrök        | Pont |
| --- | ---------------- | ---- | --- | -------------------- | ---- |
| 1.  | Fernando Alonso  | 76   | 1.  | Red Bull-Renault     | 146  |
| 2.  | Sebastian Vettel | 73   | 2.  | McLaren-Mercedes     | 108  |
| 3.  | Mark Webber      | 73   | 3.  | Ferrari              | 86   |
| 4.  | Lewis Hamilton   | 63   | 4.  | Lotus-Renault        | 86   |
| 5.  | Nico Rosberg     | 59   | 5.  | Mercedes             | 61   |
| 6.  | Kimi Räikkönen   | 51   | 6.  | Williams-Renault     | 44   |
| 7.  | Jenson Button    | 45   | 7.  | Sauber-Ferrari       | 41   |
| 8.  | Romain Grosjean  | 35   | 8.  | Force India-Mercedes | 28   |
| 9.  | Pastor Maldonado | 29   | 9.  | STR-Ferrari          | 6    |
| 10. | Sergio Pérez     | 22   | 10. | Caterham-Renault     | 0    |

(A teljes táblázat)